# Campeonato Senegalês de Futebol
O Campeonato Senegalês de Futebol, oficialmente conhecido como Ligue 1, é a divisão principal do futebol nacional do Senegal.

## Temporada 2017-2018
A temporada 2017-2018 da Ligue 1 senegalesa foi a 55ª edição (55ª) do campeonato senegalês de futebol e a décima (10ª) sob o nome de Ligue 1. Foi vencido pelo ASC Diaraf. A temporada começou em 25 de novembro de 2017. As duas equipes promovidas da segunda divisão são o campeão AS Dakar Sacré-Coeur  e a equipe ASC Suneor . O US Ouakam (8ª) na temporada 2016-17, foi suspenso por cinco anos a partir de todas as atividades relacionadas ao futebol, mas conseguiram a licença para jogar a temporada 2017-18.
| Clube                | Cidade      | Ranking 2016-2017 |
| -------------------- | ----------- | ----------------- |
| ASC Diaraf           | Dakar       | (4ª)              |
| Génération Foot      | Dakar       | (1ª)              |
| Guediawaye FC        | Guediawaye  | (2ª)              |
| Diambars FC          | Saly        | (3ª)              |
| Casa Sport           | Ziguinchor  | (5ª)              |
| ASC Niarry Tally     | Dakar       | (6ª)              |
| Mbour Petite-Côte FC | Mbour       | (7ª)              |
| Stade de Mbour       | Mbour       | (9ª)              |
| AS Douanes           | Dakar       | (10ª)             |
| Teungueth FC         | Rufisque    | (11ª)             |
| ASEC Ndiambour       | Louga       | (12ª)             |
| ASC Linguère         | Saint-Louis | (13ª)             |
| US Ouakam            | Ouakam      | (8ª)              |
| AS Dakar Sacré- Cœur | Dakar       | (1ª)(Ligue 2)     |
| ASC Suneor           | Diourbel    | (2ª)(ligue 2)     |

### Tabela
| #   | Clube                | J  | V  | E  | D     | G     | P  |
| --- | -------------------- | -- | -- | -- | ----- | ----- | -- |
| 1.  | ASC DiarafC          | 28 | 18 | 7  | 3     | 46:21 | 61 |
| 2.  | Génération Foot CS   | 28 | 15 | 5  | 8     | 48:24 | 50 |
| 3.  | ASC Suneor           | 28 | 13 | 7  | 8     | 33:29 | 46 |
| 4.  | Teungueth FC         | 28 | 12 | 7  | 9     | 26:19 | 43 |
| 5.  | AS Douanes           | 28 | 12 | 7  | 9     | 28:24 | 43 |
| 6.  | Mbour Petite-Côte FC | 28 | 10 | 10 | 8     | 39:34 | 40 |
| 7.  | ASC Linguère28       | 8  | 15 | 5  | 15:19 | 39    |    |
| 8.  | AS Dakar Sacré- Cœur | 28 | 10 | 8  | 10    | 33:25 | 38 |
| 9.  | Stade de Mbour       | 28 | 10 | 8  | 10    | 33:28 | 38 |
| 10. | ASEC Ndiambour       | 28 | 9  | 11 | 8     | 29:28 | 38 |
| 11. | Casa Sport           | 28 | 9  | 10 | 9     | 35:32 | 37 |
| 12. | ASC Niarry Tally     | 28 | 11 | 3  | 14    | 32:36 | 36 |
| 13. | Diambars FC R        | 28 | 6  | 14 | 8     | 27:26 | 32 |
| 14. | US Ouakam R          | 28 | 3  | 6  | 19    | 16:59 | 15 |
| 15. | Guediawaye FC R      | 28 | 2  | 6  | 20    | 14:50 | 12 |

C : Campeão
CS : Campeão da Copa do Senegal
R : Rebaixados a Liegue 2 2018-19

## Campeões
| Ano         | Campeão                      | Vice                         |                              |                              |                              |                              |
| Década 1960 | Década 1960                  | Década 1960                  | Década 1960                  | Década 1960                  | Década 1960                  |                              |
| ----------- | ---------------------------- | ---------------------------- | ---------------------------- | ---------------------------- | ---------------------------- | ---------------------------- |
| 1960        | Jeanne d'Arc                 | ?                            |                              |                              |                              |                              |
| 1961        | não jogado                   | não jogado                   | não jogado                   | não jogado                   | não jogado                   | não jogado                   |
| 1962        | não jogado                   | não jogado                   | não jogado                   | não jogado                   | não jogado                   | não jogado                   |
| 1963        | não jogado                   | não jogado                   | não jogado                   | não jogado                   | não jogado                   | não jogado                   |
| 1964        | Olympique Thiès              | ?                            |                              |                              |                              |                              |
| 1965        | não jogado                   | não jogado                   | não jogado                   | não jogado                   | não jogado                   | não jogado                   |
| 1966        | Olympique Thiès              | ?                            |                              |                              |                              |                              |
| 1967        | Saint-Louis                  | ?                            |                              |                              |                              |                              |
| 1968        | Jaraaf                       | ?                            |                              |                              |                              |                              |
| 1969        | Jeanne d'Arc                 | ?                            |                              |                              |                              |                              |
| Década 1970 |                              |                              |                              |                              |                              |                              |
| 1970        | Jaraaf                       | ?                            |                              |                              |                              |                              |
| 1971        | Dakar                        | ?                            |                              |                              |                              |                              |
| 1972        | Dakar                        | ?                            |                              |                              |                              |                              |
| 1973        | Jeanne d'Arc                 | ?                            |                              |                              |                              |                              |
| 1974        | Dakar                        | ?                            |                              |                              |                              |                              |
| 1975        | Jaraaf                       | ?                            |                              |                              |                              |                              |
| 1976        | Jaraaf                       | ?                            |                              |                              |                              |                              |
| 1977        | Jaraaf                       | ?                            |                              |                              |                              |                              |
| 1978        | Gorée                        | ?                            |                              |                              |                              |                              |
| 1979        | Police                       | ?                            |                              |                              |                              |                              |
| Década 1980 |                              |                              |                              |                              |                              |                              |
| 1980        | Suneor                       | ?                            |                              |                              |                              |                              |
| 1981        | Gorée                        | Suneor                       |                              |                              |                              |                              |
| 1982        | Jaraaf                       | Suneor                       |                              |                              |                              |                              |
| 1983        | Suneor                       | ?                            |                              |                              |                              |                              |
| 1984        | Gorée                        | Casa Sports                  |                              |                              |                              |                              |
| 1985        | Jeanne d'Arc                 | ?                            |                              |                              |                              |                              |
| 1986        | Jeanne d'Arc                 | ?                            |                              |                              |                              |                              |
| 1987        | Suneor                       | ?                            |                              |                              |                              |                              |
| 1988        | Jeanne d'Arc                 | ?                            |                              |                              |                              |                              |
| 1989        | Jaraaf                       | ETICS Mboro                  |                              |                              |                              |                              |
| Década 1990 |                              |                              |                              |                              |                              |                              |
| 1990        | Port Autonome                | ?                            |                              |                              |                              |                              |
| 1991        | Port Autonome                | ASEC Ndiambour               |                              |                              |                              |                              |
| 1992        | ASEC Ndiambour               | Jeanne d'Arc                 |                              |                              |                              |                              |
| 1993        | Douanes                      | Jaraaf                       |                              |                              |                              |                              |
| 1994        | ASEC Ndiambour               | Rail                         |                              |                              |                              |                              |
| 1995        | Jaraaf                       | ES Ouakam                    |                              |                              |                              |                              |
| 1996        | Suneor                       | Linguère                     |                              |                              |                              |                              |
| 1997        | Douanes                      | Jeanne d'Arc                 |                              |                              |                              |                              |
| 1998        | ASEC Ndiambour               | Jaraaf                       |                              |                              |                              |                              |
| 1999        | Jeanne d'Arc                 | ASEC Ndiambour               |                              |                              |                              |                              |
| Década 2000 |                              |                              |                              |                              |                              |                              |
| 2000        | Jaraaf                       | Port Autonome                |                              |                              |                              |                              |
| 2001        | Jeanne d'Arc                 | ASEC Ndiambour               |                              |                              |                              |                              |
| 2002        | Jeanne d'Arc                 | Suneor                       |                              |                              |                              |                              |
| 2003        | Jeanne d'Arc                 | Jaraaf                       |                              |                              |                              |                              |
| 2004        | Jaraaf                       | Douanes                      |                              |                              |                              |                              |
| 2005        | Port Autonome                | Jaraaf                       |                              |                              |                              |                              |
| 2006        | Douanes                      | Jaraaf                       |                              |                              |                              |                              |
| 2007        | Douanes                      | Saloum                       |                              |                              |                              |                              |
| 2008        | Douanes                      | Casa Sports                  |                              |                              |                              |                              |
| 2009        | Linguère                     | Casa Sports                  |                              |                              |                              |                              |
| Década 2010 |                              |                              |                              |                              |                              |                              |
| 2010        | Jaraaf                       | Niarry Tally                 |                              |                              |                              |                              |
| 2011        | Ouakam                       | Jaraaf                       |                              |                              |                              |                              |
| 2012        | Casa Sports                  | Diambars                     |                              |                              |                              |                              |
| 2013        | Diambars                     | Olympique Ngor               |                              |                              |                              |                              |
| 2014        | Pikine                       | Jaraaf                       |                              |                              |                              |                              |
| 2015        | Douanes                      | Niarry Tally                 |                              |                              |                              |                              |
| 2016        | Gorée                        | Jaraaf                       |                              |                              |                              |                              |
| 2017        | Génération Foot              | Guédiawaye                   |                              |                              |                              |                              |
| 2018        | Jaraaf                       | Génération Foot              |                              |                              |                              |                              |
| 2019        | Génération Foot              | Jaraaf                       |                              |                              |                              |                              |
| Década 2020 |                              |                              |                              |                              |                              |                              |
| 2020        | Abandonado devido a Covid 19 | Abandonado devido a Covid 19 | Abandonado devido a Covid 19 | Abandonado devido a Covid 19 | Abandonado devido a Covid 19 | Abandonado devido a Covid 19 |
| 2021        | Teungueth FC                 | Diambars                     |                              |                              |                              |                              |
| 2022        | Casa Sports                  | Jaraaf                       |                              |                              |                              |                              |
| 2023        | Génération Foot              | Casa Sports                  |                              |                              |                              |                              |
| 2024        | Teungueth FC                 | Jaraaf                       |                              |                              |                              |                              |

## Titúlos por clubes
| Clubes                | Cidade      | Campeão | Ano                                                                     |
| --------------------- | ----------- | ------- | ----------------------------------------------------------------------- |
| Diaraf                | Dakar       | 12      | 1968, 1970, 1975, 1976, 1977, 1982, 1989, 1995, 2000, 2004, 2010, 2018. |
| Jeanne d'Arc          | Dakar       | 10      | 960, 1969, 1973, 1985, 1986, 1988, 1999, 2001, 2002, 2003.              |
| Douanes               | Dakar       | 6       | 1993, 1997, 2006, 2007, 2008, 2015.                                     |
| Gorée                 | Goreia      | 4       | 1978, 1981, 1984, 2016.                                                 |
| Suneor                | Diourbel    | 4       | 1980, 1983, 1987, 1996.                                                 |
| Dakar                 | Dakar       | 3       | 1971, 1972, 1974.                                                       |
| ASEC Ndiambour        | Louga       | 3       | 1992, 1994, 1998.                                                       |
| Port Autonome         | Dakar       | 3       | 1990, 1991, 2005                                                        |
| Génération Foot       | Rufisque    | 3       | 2017, 2019, 2023.                                                       |
| Olympique Thiès       | Thiès       | 2       | 1964, 1966                                                              |
| Teungueth FC          | Rufisque    | 2       | 2021, 2024.                                                             |
| Police                | Dakar       | 1       | 1979                                                                    |
| Espoir de Saint-Louis | Saint-Louis | 1       | 1967                                                                    |
| Linguère              | Saint-Louis | 1       | 2009                                                                    |
| Ouakam                | Dakar       | 1       | 2011                                                                    |
| Casa Sports           | Ziguinchor  | 1       | 2012                                                                    |
| Diambars              | Saly        | 1       | 2013                                                                    |
| Pikine                | Pikine      | 1       | 2014                                                                    |

## Participações na CAF

### Liga dos Campeões da CAF
| Clubes                | n° | Ano                                                                           |
| --------------------- | -- | ----------------------------------------------------------------------------- |
| Diaraf                | 13 | 1968, 1971, 1976, 1977, 1983, 1990, 1996, 2001, 2004, 2005, 2006, 2007, 2011. |
| Jeanne d'Arc          | 9  | 1970, 1974, 1986, 1987, 1989, 2000, 2002, 2003, 2004.                         |
| Douanes               | 6  | 1998, 2005, 2007, 2008, 2009, 2016                                            |
| Suneor                | 4  | 1981, 1984, 1988, 1997.                                                       |
| Gorée                 | 3  | 1979, 1985, 2017.                                                             |
| Dakar                 | 3  | 1972, 1973, 1975.                                                             |
| Port Autonome         | 3  | 1991, 1992, 2006                                                              |
| Génération Foot       | 3  | 2018, 2019-20, 2023.                                                          |
| ASEC Ndiambour        | 2  | 1993, 1999                                                                    |
| Casa Sport            | 2  | 2009, 2013.                                                                   |
| AS Police             | 1  | 1980                                                                          |
| ASC Saloum            | 1  | 2008                                                                          |
| Linguère              | 1  | 2010                                                                          |
| Ouakam                | 1  | 2012                                                                          |
| Diambars FC           | 1  | 2014                                                                          |
| AS Pikine             | 1  | 2015                                                                          |
| Espoir de Saint-Louis | 1  | 1964                                                                          |